# Tetrastigma
Tetrastigma (Miq.) Planch., 1887 è un genere di piante della famiglia delle Vitacee.

## Etimologia
Tetrastigma deriva dal greco e significa "quattro stigmi", in riferimento al suo stigma quadrilobato.

## Descrizione
Tali piante si presentano come liane che si arrampicano mediante viticci e hanno foglie palmate composte. Sono piante dioiche, cioè con piante maschili e femminili separate, e i fiori femminili sono caratterizzati da stigmi quadrilobati.

## Biologia
Le specie di questo genere sono note per essere gli unici ospiti delle piante parassite della famiglia delle Rafflesiaceae, una delle quali, Rafflesia arnoldii, produce il fiore singolo più grande del mondo. Le Tetrastigma si sono rivelate donatrici, mediante trasferimento genico orizzontale di geni verso le piante dei generi Sapria e Rafflesia, mediante successivi eventi di scambio genetico.

## Distribuzione e habitat
Si trovano nelle regioni subtropicali e tropicali dell'Asia, in particolare la Malesia, e dell'Australia, dove crescono nella foresta pluviale primaria, nella foresta a galleria, nella foresta monsonica e nei boschi più umidi.

## Tassonomia
I genere più strettamente correlati a Tetrastigma tra le vitacee sono Cayratia e Cyphostemma.
Il genere comprende 137 specie, tra cui:
- Tetrastigma bracteolatum (Wall.) Planc.
- Tetrastigma diepenhorstii (Miq.) Latiff[7].
- Tetrastigma harmidii Planch.
- Tetrastigma leucostaphylum (Dennst.) Alston ex Mabb.
- Tetrastigma nitens (F.Muell.) Planc.
- Tetrastigma papillosum (Blume) Planch.[8]
- Tetrastigma planicaule (Hook.f.) Gagnep.
- Tetrastigma pubinerve Merr & Chun
- Tetrastigma serrulatum (Roxb.) Planc.
- Tetrastigma voinierianum (Baltet) Pierre ex Gagnep.

## Reperti fossili
Un frammento di semi fossili di Tetrastigma sp., risalente al Miocene inferiore, è stato ritrovato nella parte ceca del bacino di Zittau. Macrofossili di tetrastigma, risalenti al tardo Zancleano, nel Pliocene, sono stati recuperati da siti in Pocapaglia, Italia.